# Pete Hamill
William Peter Hamill, noto come Pete Hamill (Brooklyn, 24 giugno 1935 – Brooklyn, 5 agosto 2020), è stato uno scrittore e giornalista statunitense.

## Biografia
William Peter Hamill è nato il 24 giugno 1935 a Brooklyn, primo di 7 figli, da William Hamill e Anne Devlin, immigrati d'origine irlandese.
Abbandonata a 16 anni una prestigiosa scuola cattolica per lavorare alla New York Navy Yard di giorno e studiare arte di notte, a 17 si è arruolato nella marina militare prima di studiare arte presso il Mexico City College un anno ed iniziare a lavorare come grafico e giornalista a New York.
I suoi primi incarichi come reporter sono stati al New York Post, al Daily News e al Newsday e successivamente è stato editor per 25 anni presso il New York Times e ha commentato e narrato i principali fatti di cronaca della nazione.
Ha esordito nella narrativa nel 1968 con il romanzo A Killing for Christ, storia di un complotto omicida contro il Papa, e in seguito ha pubblicato altri 7 romanzi, due raccolte di racconti, alcuni saggi e due autobiografie, A Drinking Life: A Memoir (1995) e Downtown: My Manhattan (2004).
È morto in seguito ad una caduta nella sua abitazione di Brooklyn il 5 agosto 2020 all'età di 85 anni.

## Vita privata
Pete Hamill ha avuto relazioni sentimentali con famose attrici e si è sposato due volte, la prima con Ramona Negron dalla quale ha avuto due figli, Adrienne and Deirdre, la seconda nel 1986 con la giornalista giapponese Fukiko Aoki.

## Opere

### Romanzi
- A Killing for Christ (1968)
- The Gift (1973)
- Il vagabondo del ring (Flesh and Blood, 1977), Milano, Corno, 1980 traduzione di Carlo Grimaldi
- Loving Women (1989)
- Neve d'agosto (Snow in August, 1998), Firenze, Salani, 1999 traduzione di Marina Astrologo e Massimo Birattari ISBN 88-8451-194-1.
- Forever (2003)
- North River (2007)
- Tabloid City (2011)

#### Serie Sam Briscoe
- Dirty Laundry (1978)
- The Deadly Piece (1979)
- The Guns of Heaven (1984)

### Raccolte di racconti
- The Invisible City: Short Stories (1980)
- Tokyo Sketches: Short Stories (1992)

### Saggi
- Why Sinatra Matters (1970)
- Irrational Ravings (1971)
- A Drinking Life: A Memoir (1995)
- Piecework (1996)
- News is a Verb (1998)
- Diego Rivera (1999)
- La vita, dopo (Raccolta di articoli), Milano, Ponte alle Grazie, 2002 traduzione di Laura Sgorbati Buosi ISBN 88-7928-597-1.
- Downtown: My Manhattan (2004)

## Filmografia
- Doc, regia di Frank Perry (1971) (sceneggiatura)
- Il fazzoletto giallo (幸福の黄色いハンカチ Shiawase no kiiroi hankachi), regia di Yōji Yamada (1977) (soggetto)
- The Yellow Handkerchief, regia di Udayan Prasad (2008) (soggetto)

## Premi e riconoscimenti
Spur Award
- 1971 vincitore nella categoria "Miglior sceneggiatura" con Doc[8]

Grammy Award
- 1976 vincitore nella categoria "Best Album Notes" per le note contenute nell'album Blood on the Tracks di Bob Dylan[9]

Premio Alex
- 1998 vincitore con Neve in agosto[10]

George Polk Awards
- 2013 vincitore nella categoria "Robert D. Spector Career Award"[11]